# Stazione di Domodossola (SSIF)
La stazione di Domodossola della Società Subalpina Imprese Ferroviarie (SSIF) è una stazione ferroviaria, capolinea della ferrovia Domodossola-Locarno ("Vigezzina").

## Storia
La stazione venne attivata nel 1961 (i lavori di costruzione cominciarono nel 1957), sostituendo il capolinea d'origine posto sulla piazza antistante la stazione FS. Essa venne ufficialmente inaugurata alla presenza del Ministro dei Trasporti Giuseppe Spataro.

## Strutture e impianti
La stazione SSIF è posta sotto il fascio binari della stazione RFI, sito in rilevato ed è accessibile attraverso un sottopassaggio che conduce al primo marciapiede e al piazzale esterno della stazione.
Conta due binari (lunghi 126 e 76 m), serviti da un'unica banchina centrale. Dalla banchina, attraverso un passaggio pedonale, si può uscire anche su via Piave, la strada che costeggia a Est l'ampio fascio di binari FS.
Immediatamente ad Est della stazione (ma già all'esterno) è sito il deposito rotabili della linea, appena oltre il primo passaggio a livello, sulla citata via Piave.

## Servizi
- Biglietteria a sportello

## Interscambi
- Stazione ferroviaria (Domodossola (FS))